# Kazunari Okayama
Kazunari Okayama (født 24. april 1978) er en japansk fodboldspiller.
Han har spillet for flere forskellige klubber i sin karriere, herunder Yokohama F. Marinos, Kawasaki Frontale, Kashiwa Reysol, Vegalta Sendai og Consadole Sapporo.